# Huit pièces pour timbales
Huit pièces pour timbales est un cycle de pièces pour timbales d'Elliott Carter. Elles ont été composées en deux temps, six pièces en 1949 complétées par deux autres pièces en 1966 (Canto et Adagio). D'une virtuosité technique élevée, elles illustrent le concept de modulation métrique cher au compositeur.

## Structure
1. Saeta: Variations inspirées d'une chanson andalouse.
2. Moto perpetuo: Mouvement rapide et ininterrompu joué avec des baguettes spécifiques permettant le changement de l'utilisation de la feutrine au bois rapidement.
3. Adagio: Jeu de glissandis chromatiques par l'utilisation des pédales de l'instrument.
4. Récitative: Pièce lente et dramatique.
5. Improvisation: Jeu de variations de vitesse et d'accentuation
6. Canto: Dialogue de phrases concises, avec utilisation de baguettes de tambour.
7. Canaries: Inspirée d'une danse du XVIIe siècle.
8. March: Superposition de deux rythmes de marche, dont un est joué avec le manche de la baguette.